# Heilwissen der Pinzgauer
Heilwissen der PinzgauerInnen ist seit 2010 ein Eintrag der  UNESCO für Immaterielles Kulturerbe in Österreich. Er umfasst ein Projekt zur Bestandsaufnahme der traditionellen Heilkunde im Pinzgau, Land Salzburg.

## Hintergrund
Das überlieferte Heilwissen und seine praktische Anwendung wurde für den Raum Pinzgau 2005 erhoben und schriftlich dokumentiert. Es liegt eine Liste mit über 100 regionalen Heilmitteln und Heilverfahren und deren Indikationen und Wirkungen vor. Dabei handelt es sich teils um örtlich vorkommende Heilpflanzen, Tierprodukte und Naturstoffe  und -ressourcen, oder verfügbare Zubereitungen, zum Beispiel Pech, Arnika oder Johanniskraut, teils um die Anwendung anderer Arzneimittel. In einer Forschungsarbeit 2010 wurden die mündlich tradierten volksmedizinischen Hausmittel auf pflanzlicher Basis mit den Standardwerken der europäischen Arzneimittelkommission ESCOP und der deutschen Kommission E verglichen, und so pharmakognostisch und auch im Sinne der Ethnomedizin wissenschaftlich aufgearbeitet.
Parallel wurden zur Bestandsaufnahme die Heilmittel modernen Anforderungen an Hygiene, Haltbarkeit und Produktsicherheit angepasst, um eine medizinrechtlich einwandfreie Verwendung zu ermöglichen.
Die Österreichische UNESCO-Kommission nahm diesen Erfahrungsschatz als Heilwissen der PinzgauerInnen März 2010 in das Verzeichnis des nationalen immateriellen Kulturerbes in Österreich auf, in der Sparte Wissen und Praktiken im Umgang mit der Natur. Hintergrund dieses Engagements der UNESCO um traditionelle österreichische Medizin ist einerseits die Richtlinie 2004/24/EG zu naturheilkundlichen Mitteln, die 2011 den Marktzugang für komplementärmedizinische Präparate erheblich erleichterte, wodurch die Gefahr gesehen wurde, dass Heilmittel „ohne gleichwertige Qualitätskontrollen in die Grauzone zwischen Kosmetik, Nahrungsergänzungsmittel und Lebensmittel abrutschen“, aber auch um Vorbehalte gegen Heilkunst als tradiertes Kulturgut, das nach dem Zweiten Weltkrieg in den Ruch der „Arme-Leute-Medizin“ kam, ausräumen. Parallel wurde vom österreichischen Gesundheitsministeriums (BMG) eine Möglichkeit geschaffen, traditionelle österreichische Medizin in das Österreichische Arzneibuch (ÖAB) einzutragen. Außerdem soll damit auch markenrechtlicher Vereinnahmung wie auch etwa Patentierung der von alters her genutzten Heilpflanzen als Gensequenzierung durch kommerzielle Unternehmen mit einer völkerrechtlich verbindlichen Ausweisung als Allgemeingut vorgebeugt werden.
Die Auszeichnung erfolgte auf Initiative des Vereins TEH naturwerke in Unken, der gemeinnützig in zeitgemäßer Weitergabe, Vermittlung, der praktischen Anwendung und Vermarktung regionaler Heilpraxis engagiert ist. So betreut er auch einige private Bauerngärten der Gegend, die als Schaugärten zugänglich sind.